# Bourtange

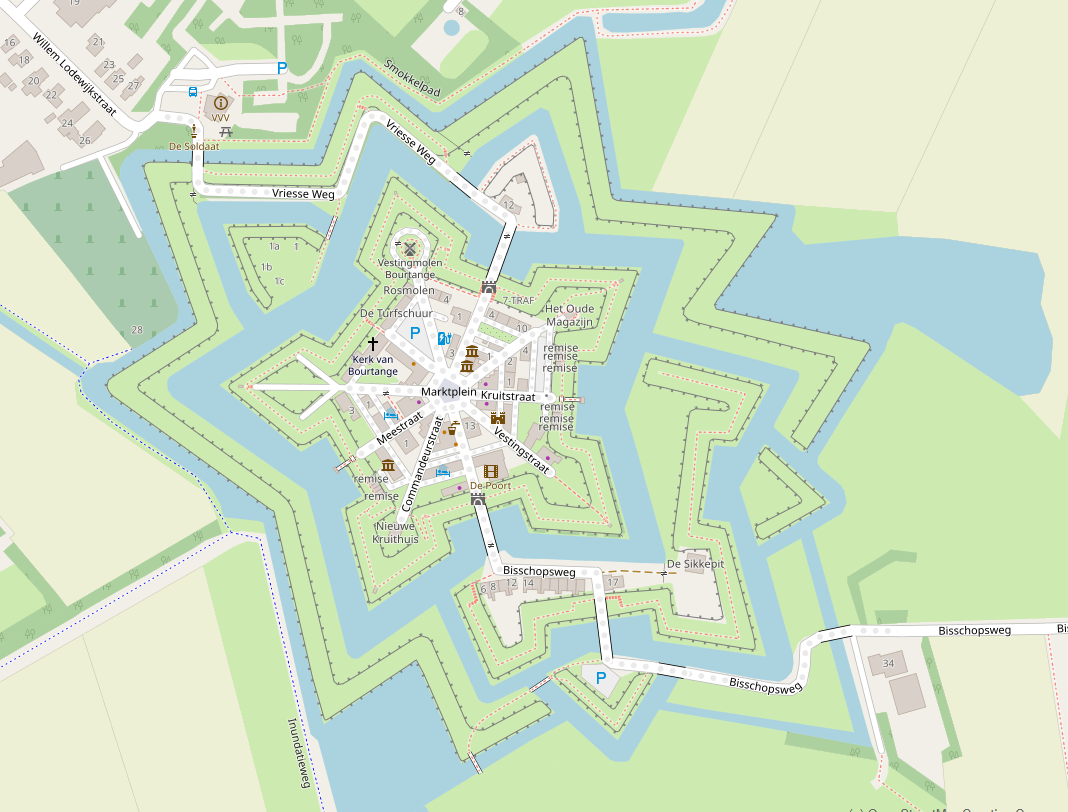
Festung Bourtange

Bourtange ist eine bewohnte ehemalige Festung in den Niederlanden. Sie liegt in der niederländischen Provinz Groningen, zwei Kilometer von der deutsch-niederländischen Grenze bei Dörpen entfernt. Bourtange gehört zu Westerwolde, deren Gemeindeteil Vlagtwedde deshalb eine Kanone im Wappen führt.
Die Festung umschließt mit ihren Außenwerken die gleichnamige Festungsstadt. Sie ist eine der wenigen Festungen in Europa, die nach ihrem fast vollständigen Verfall in den letzten Jahrzehnten wieder aufgebaut wurde. Die Anlage diente der Überwachung der wenigen Straßen und Wege in dieser vormals völlig versumpften Landschaft. Das Bourtanger Moor, beiderseits der Grenze, ist nach der Festung benannt.

## Geschichte
Mit der Errichtung der Festung im Auftrage von Wilhelm I. von Oranien wurde im Jahre 1580 im Achtzigjährigen Krieg genau an der Stelle begonnen, wo auf dem Weg zwischen Heede an der Ems und Groningen durch die Moore und Sümpfe zwei Ochsenkarren einander ausweichen konnten. Man hoffte, die von den Spaniern besetzte Stadt Groningen so von der Außenwelt abschneiden zu können.
Im Jahr 1593 wurde die Festung fertiggestellt und im Verlauf des Dreißigjährigen Krieges immer wieder verändert und den jeweiligen technischen Gegebenheiten angepasst. Während dieses Krieges und auch in den darauf folgenden unruhigen Jahrzehnten konnte sie niemals von einem Angreifer erobert werden.
In den folgenden Jahrzehnten wurde die Festung während Krisenzeiten instand gesetzt, um danach wieder zu verfallen. 1742 erreichte sie während des Ersten Schlesischen Krieges ihre größte Ausdehnung. Militärisch war sie bis in die Mitte des 19. Jahrhunderts von Bedeutung. In den kriegsfreien Zeiten ließen sich immer mehr Bürger auf dem inneren Festungsgebiet nieder, so dass im Laufe der Zeit eine kleine Festungsstadt entstand.
1851 wurde die Festung militärisch offiziell aufgegeben. Das Dorf blühte auf und wuchs zu einer stattlichen Größe an. Nach dem Zweiten Weltkrieg verließen aufgrund mangelhafter Infrastruktur in der gesamten Provinz mehr und mehr Einwohner das Dorf. 1960 stand es kurz vor seiner vollständigen Aufgabe.

## Rekonstruktion
Die damalige Gemeinde Vlagtwedde entschloss sich daraufhin, zur Belebung des Gebietes und Rettung der Festung diese auf dem Stand von 1742 – als die Festung ihren größten Umfang erreicht hatte – wieder aufzubauen und als Museums- und Freizeitort zu führen, was auch der abseitigen Lage der Anlage zu verdanken ist. Daher kann an dieser Stelle heute eine Festungsanlage besichtigt werden, die einen sehr selten gewordenen Bauzustand wiedergibt.
Die Festung selbst stellt sich im Grundriss als ein völlig regelmäßiges Fünfeck dar, an dessen Ecken sich Bastionen befinden. Die Entfernung von Bastionsspitze zu Bastionsspitze beträgt allerdings nur 200 m. Das war zur Zeit der Erbauung eine übliche Reichweite der damaligen Waffen der Infanterie. Weiterhin sind der Kernfestung wassergefüllte Gräben, Ravelins, ein Kronwerk und ein Glacis vorgelagert. Die Anlage besteht hauptsächlich aus Erde und Holz, nur die beiden Torbauwerke und eine kurze Poterne sind gemauert.
Die wichtigsten Wiederherstellungsarbeiten erfolgten zwischen 1964 und 1973, auch danach wurde die Anlage regelmäßig ergänzt und erweitert.

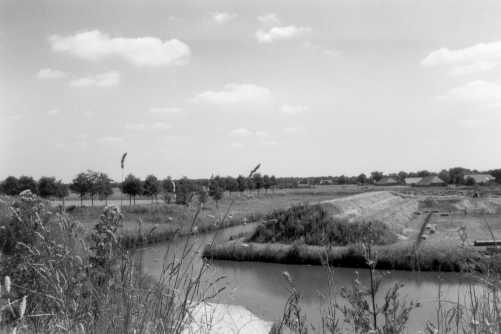
Blick von einer Bastion in die Festungsgräben
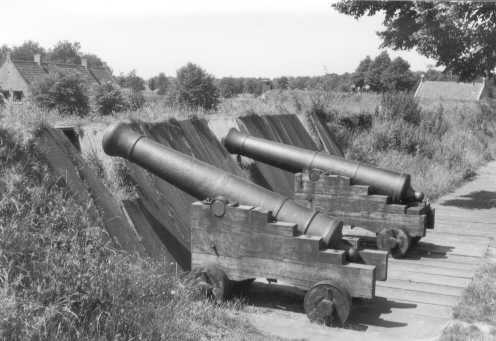
Kanonenstellung auf einer der Bastionen
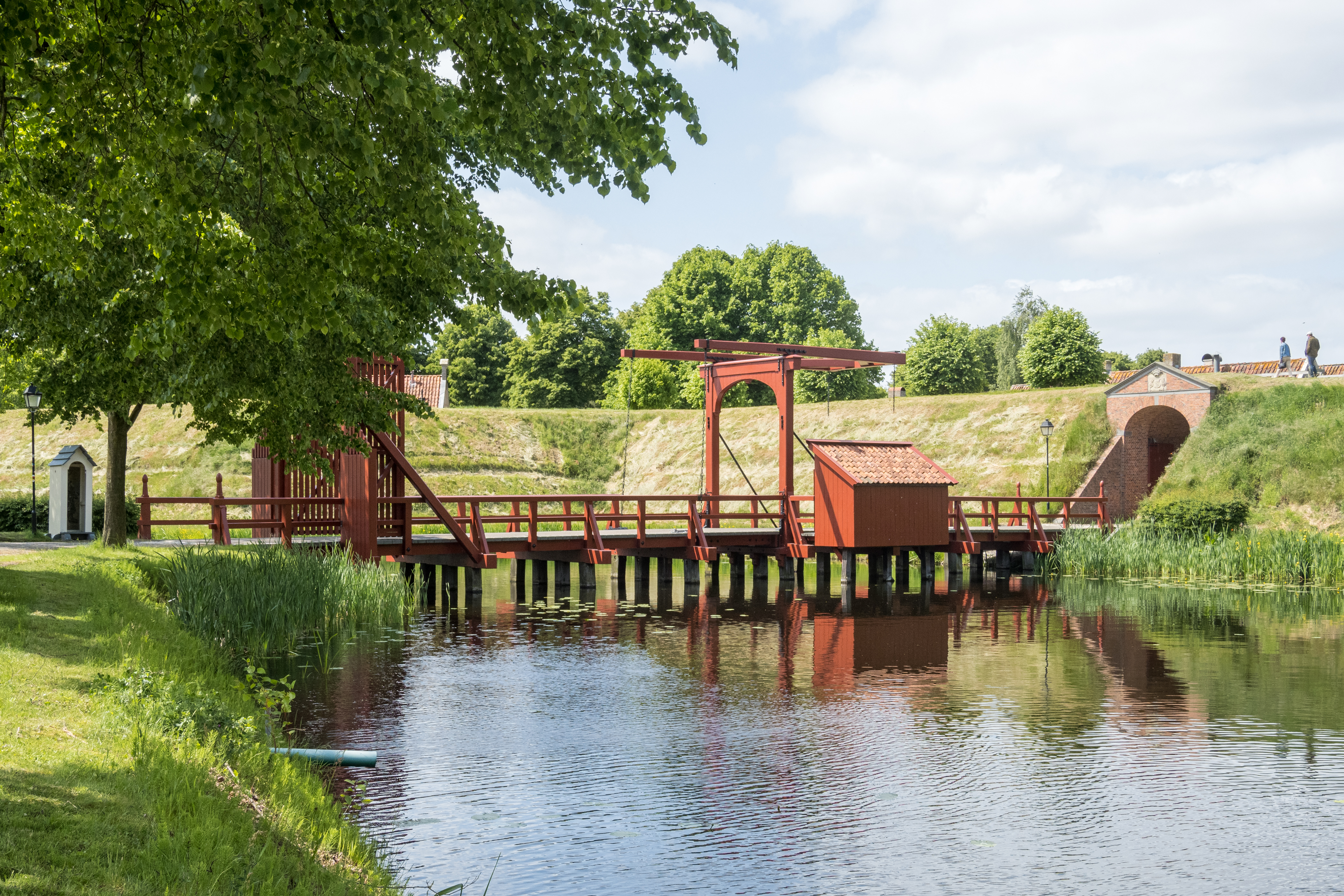
Brücke und Münstersches Tor
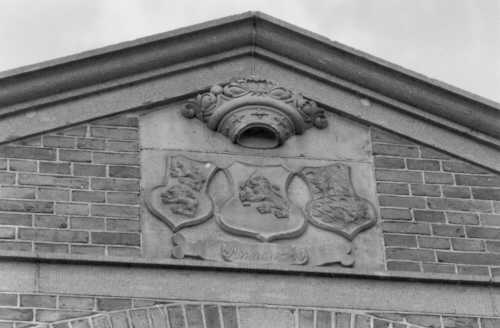
Detail des Münsterschen Tors

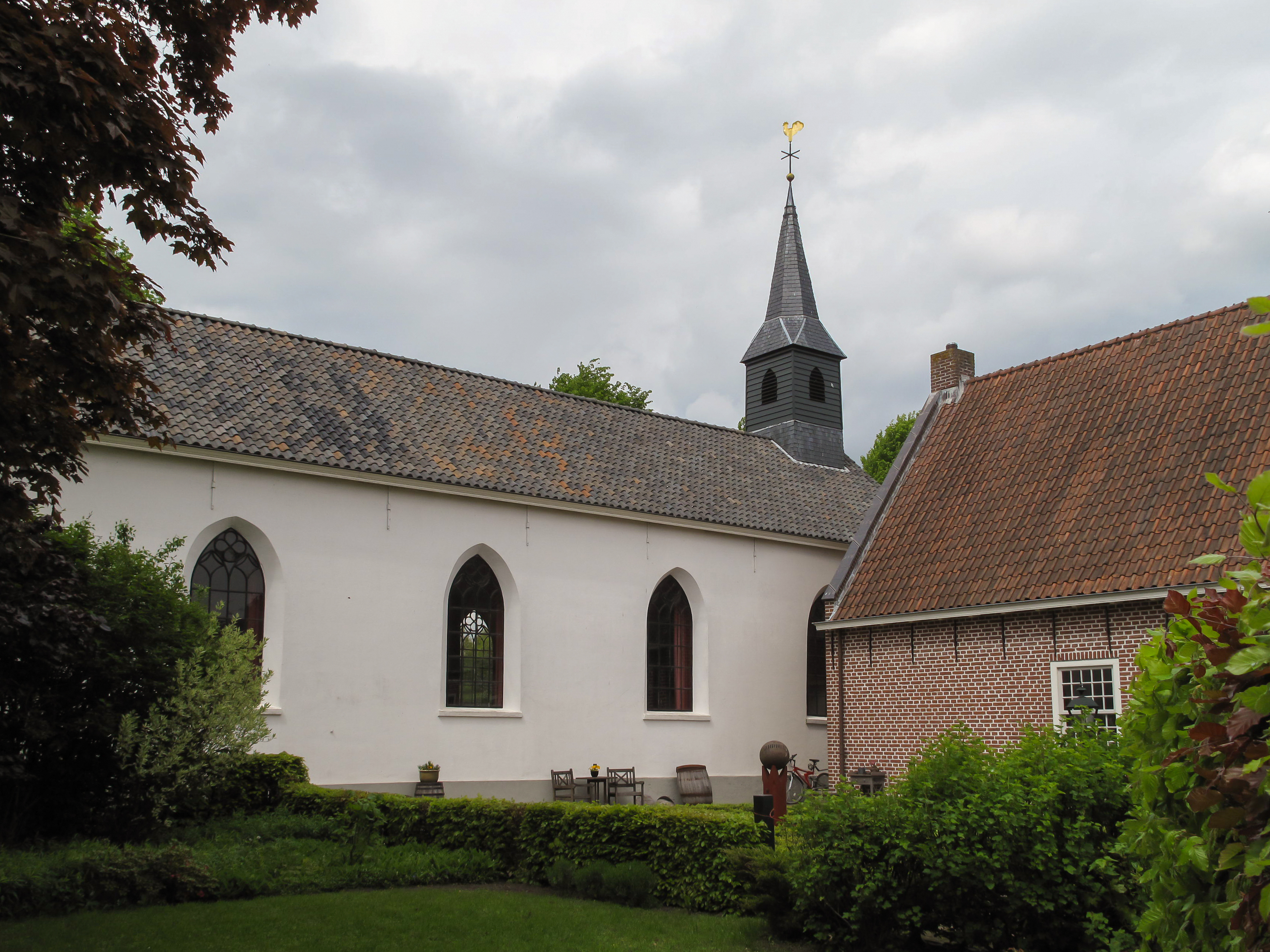
Kirche in der Festung
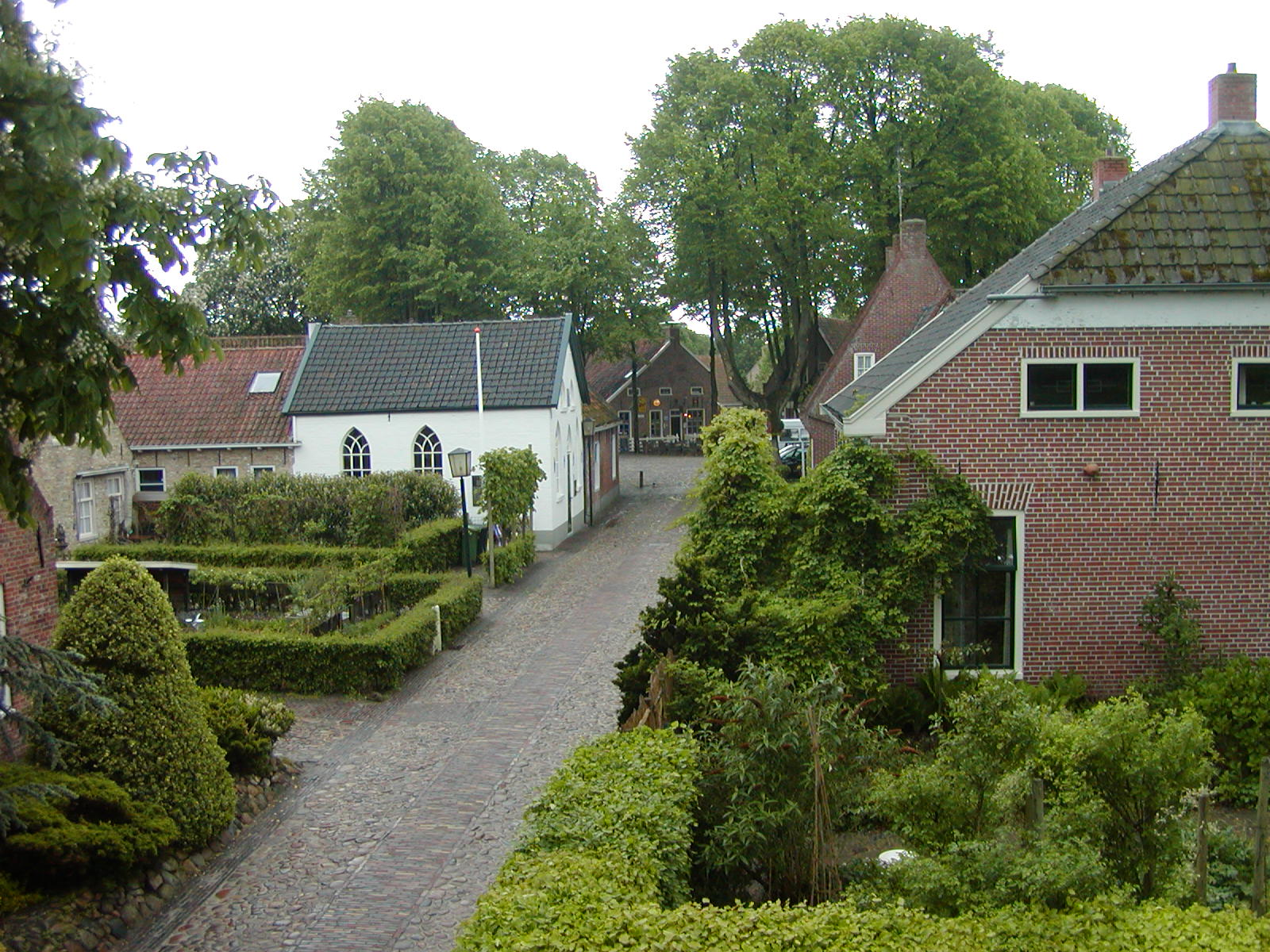
Blick auf Synagoge und Markt
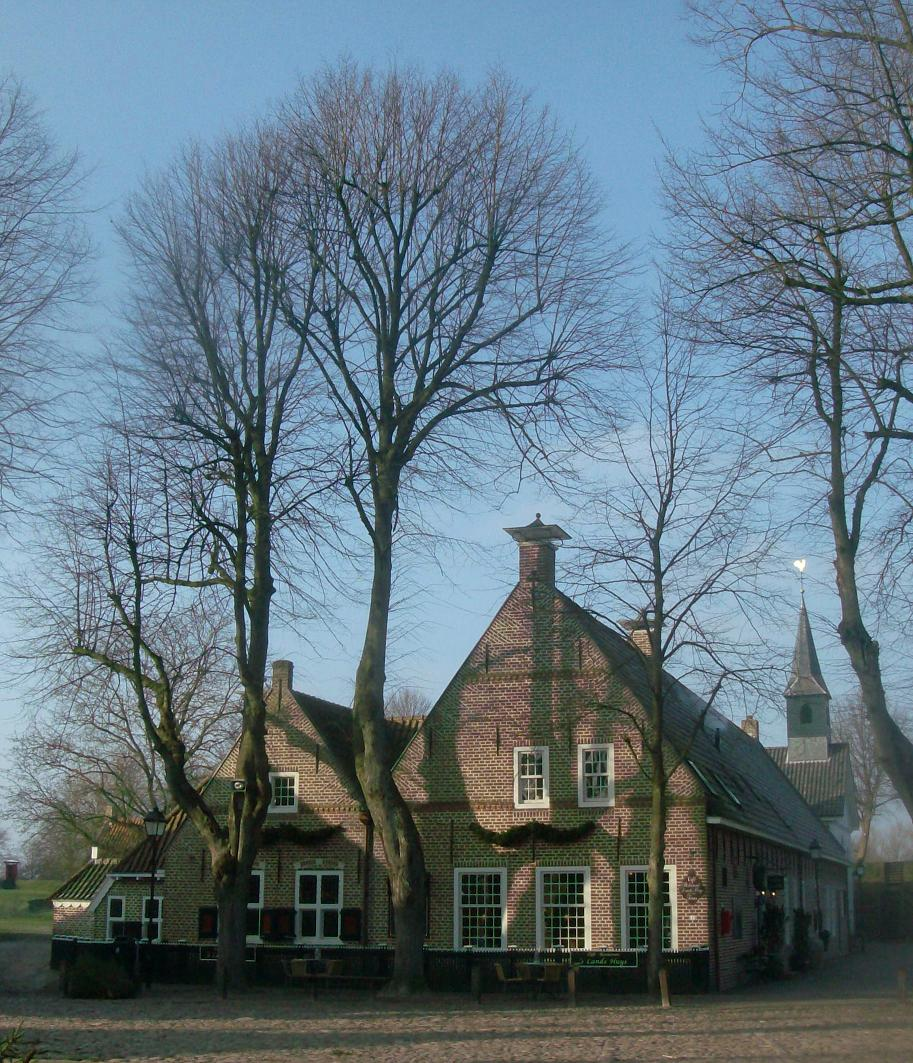
Ortsmitte
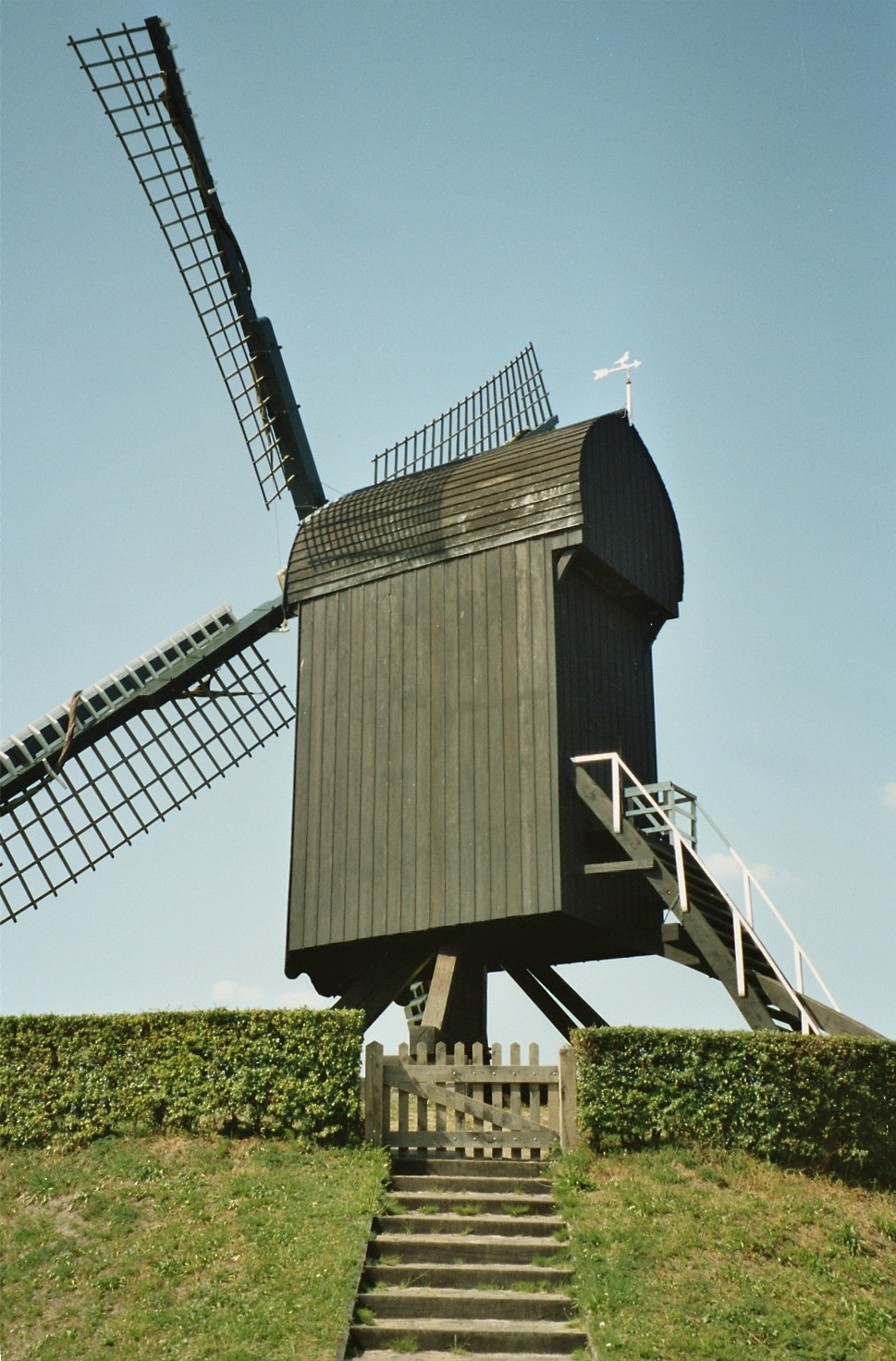
Bockwindmühle

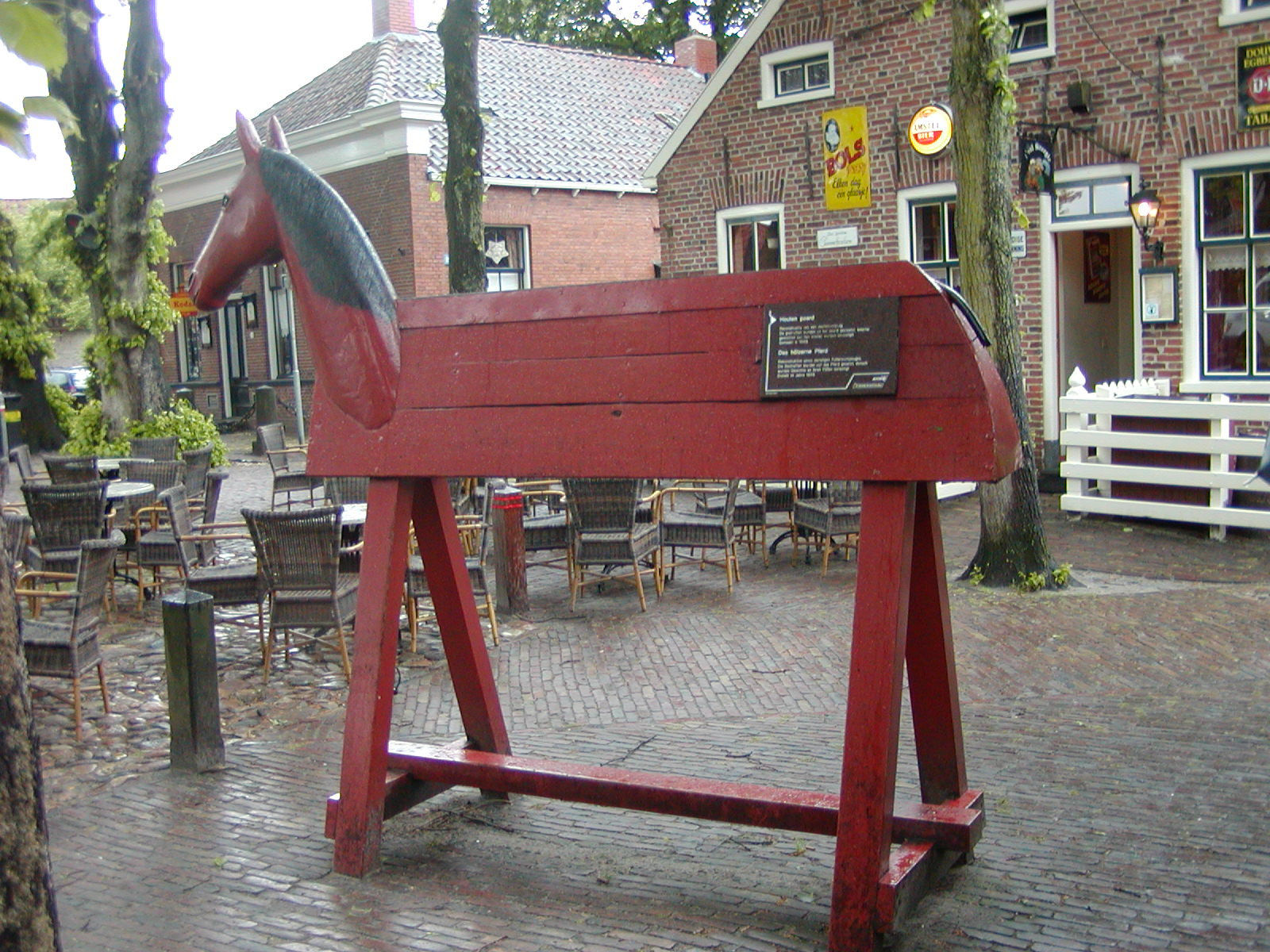
Folterpferd auf dem Marktplatz
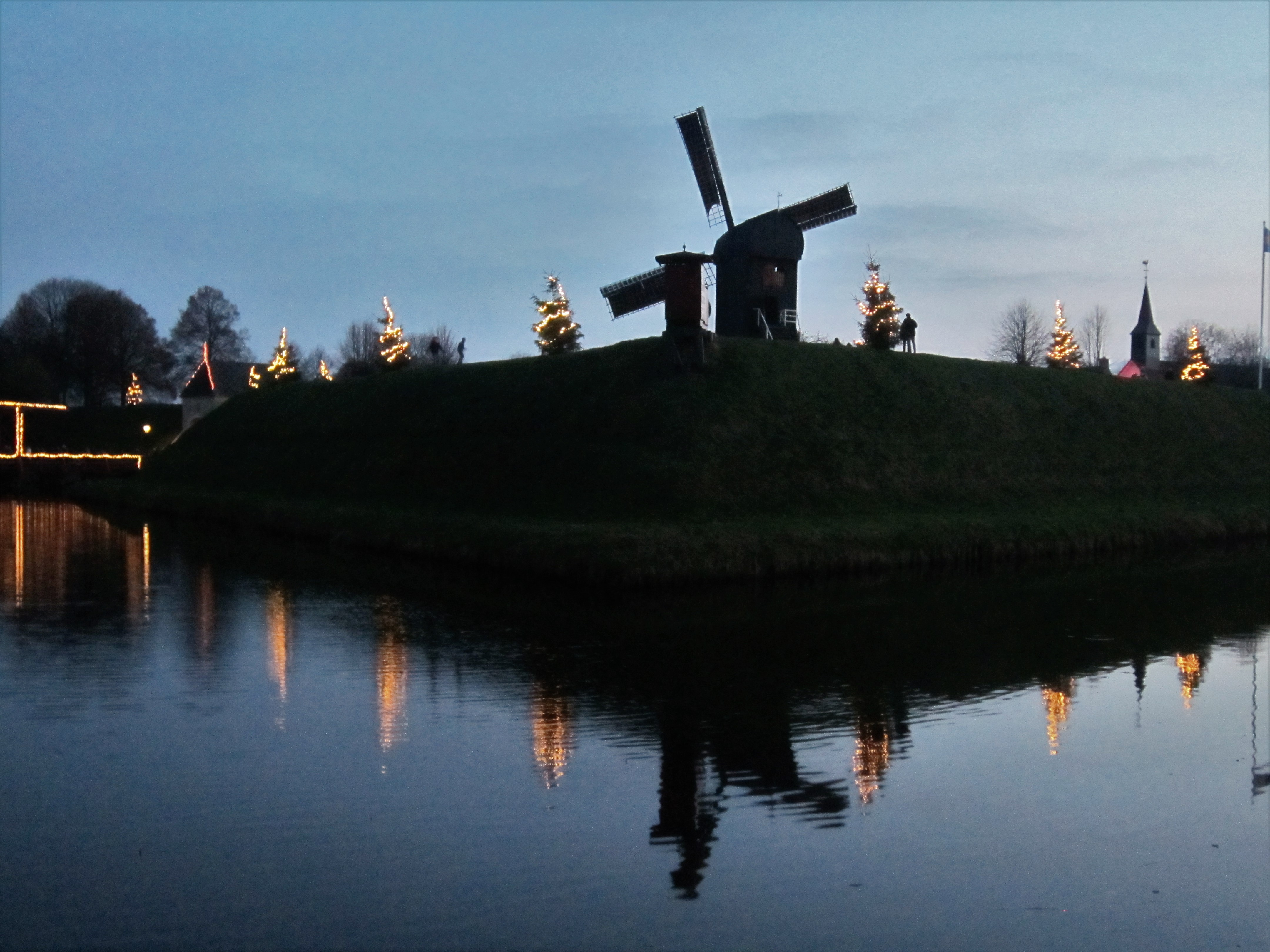
Kerstmarktzeit (Weihnachtsmarktzeit) in der Festung
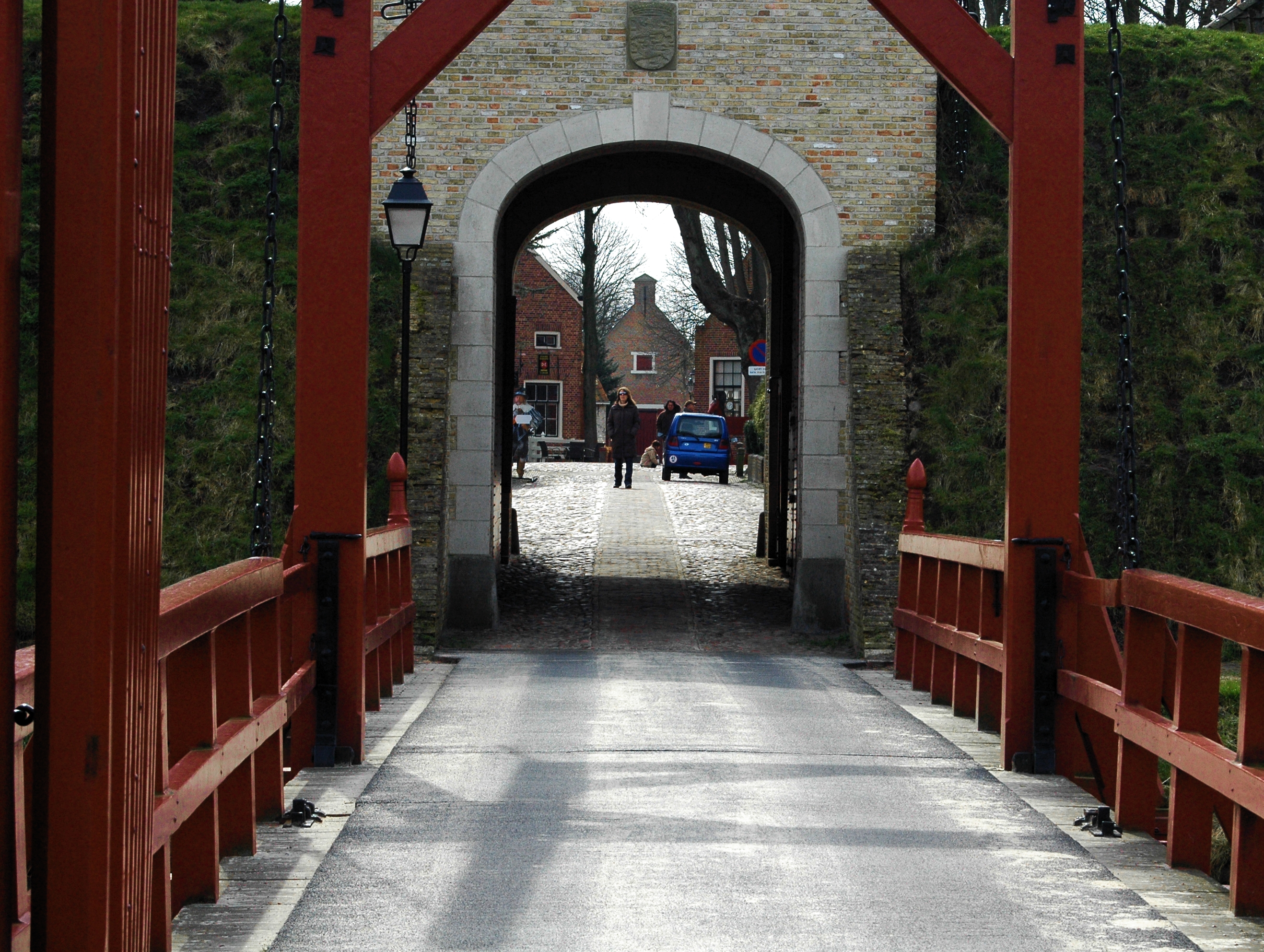
Ins Innere der Festung kann man nur über Zugbrücken gelangen

## Museumsdorf
Innerhalb des Festungsfünfecks liegt als touristische Attraktion das heutige Museumsdorf Bourtange.
Die Festungsstadt ist von Festungswällen und Wassergräben umgeben, durch Brückenwächterhäuschen geschützt und beherbergt typische zeitgenössische Wohnhäuser, wie das Capiteynslogement, das Haus des Proviantmeisters (Convooimeester) und andere Offiziershäuser, Gewürzhäuser, die Kirche, verschiedene Mühlen, die Verteidigungsanlagen samt Kanonen und Schießpulverlager sowie die Secreten (frühere Toilettenanlage).
Weiterhin steht in Bourtange auch die aus dem Jahr 1842 stammende, restaurierte Synagoge, die bis zum Zweiten Weltkrieg als Gebetshaus für die in der Gegend lebenden Juden diente. Im Krieg wurden alle jüdischen Einwohner Bourtanges deportiert; nur zwei von ihnen kehrten zurück. Das Gebetshaus ist als Synagogenmuseum eingerichtet und stellt die einzige gut erhaltene Synagoge entlang der niederländisch-deutschen Grenze dar.
Neben einem Informationszentrum, diversen Museen, Restaurants und Cafés ist in den Festungslogementen auch ein Hotel untergebracht.

## Zukunft
Im Mittelalter war das Umfeld der Festungsstadt ein ausgedehntes und unzugängliches Sumpfgelände. Seit 2003 wird daran gearbeitet, diese zwischenzeitlich urbar gemachten Gebiete wieder zu vernässen, um einen noch authentischeren Zustand zu erreichen. Das Projekt nennt sich De Natte Horizon (Der nasse Horizont). Das Sumpfgelände erleichterte seinerzeit die Abwehr des Gegners wegen seiner Unzugänglichkeit und auch der Schwierigkeit, Geschütze in der unmittelbaren Nähe der Festung aufzustellen. Nun soll das Gebiet zum Naturschutzpark werden und auf Wander- und Radfahrwegen und auf den Grachten mit Ausflugsbooten erreicht werden.

## Lebende Geschichte
Im Sommerhalbjahr finden mehrere Veranstaltungen statt, die die Vergangenheit der Festung wieder lebendig werden lassen:
In der Saison von Mitte März bis Mitte Oktober exerzieren auf dem Hauptplatz jeden Sonntagnachmittag Pikeniere und
Musketiere. Im Anschluss laden und zünden Kanoniere eine Kanone auf den Wallanlagen.
Seit 1996 wird am ersten Maiwochenende „die Schlacht von Bourtange“ nachgestellt. Dabei wechseln sich die Schlachten von 1640 (ungerade Jahre) und 1814 im Jahresrhythmus ab. Mitte August findet das große „Festung Spektaculum“ statt, eine Zeitreise in die Zeit des Mittelalters und der Renaissance. Ein magisches Fest findet Ende Oktober statt, der „Kerstmarkt“ (Weihnachtsmarkt) an den ersten drei Adventswochenenden, dazu im Jahresverlauf mehrere Märkte.
- Exerzieren von Pikenieren und Musketieren
- Laden und zünden einer Kanone